# Shō Kosugi
Shō Kosugi (nome d'arte di Shōichi Kosugi, 小杉正一Kosugi Shōichi; Tokyo, 17 giugno 1948) è un artista marziale e attore giapponese, uno dei più famosi interpreti del Ninjutsu nei film di arti marziali.

## La vita
Nasce a Shiba, un quartiere di Tokyo, da una famiglia di pescatori. Comincia a studiare arti marziali all'età di 5 anni e per rinforzare il fisico studia il Karate Shindō jinen-ryū (simile allo Shito Ryu) con il Maestro Konishi. All'età di 6 anni frequenta una scuola di recitazione di Tokyo, ma i suoi insegnanti lo trovano troppo scostante e gli dicono che non sarà mai un attore.
Kosugi, all'età di 7 anni, incontra Yamamoto (un suo anziano vicino di casa) e lo frequenta malgrado il vicinato consideri il vecchietto un po' "strano". Per i successivi 5 anni, il giovane studia con Yamamoto il Ninjutsu, l'antica arte marziale dei guerrieri ninja. Improvvisamente, quando Kosugi ha 12 anni, Yamamoto scompare e Kosugi non lo rivedrà più né saprà più niente di lui. Passa allora allo studio del Jūdō e del Kendō, mentre a scuola studia il Kobudō e lo Iaidō. All'età di 18 anni Kosugi diventa All-Japan Karate Champion.
Nel 1969, all'età di 19 anni, dopo un forte esaurimento nervoso ed altri problemi personali, Kosugi prende la decisione di trasferirsi negli Stati Uniti. Si stabilisce così a Little Tokyo, a Los Angeles, e studia inglese al Pasadena City College, per poi passare all'Università della California. Mentre intraprende svariati lavori per pagarsi gli studi, continua ad allenarsi nelle arti marziali con Fumio Demura, Maestro di Karate Shito Ryu e taekwondo. Al fianco di Demura, Kosugi partecipa a dimostrazioni di karate e taekwondo al Japanese Village and Deer Park, un parco di divertimenti della Contea di Orange (California). Queste dimostrazioni includono l'utilizzo di musiche, luci e scenografie, che rendono lo spettacolo molto apprezzato.
Nel 1974 Kosugi si ritrova ad aver vinto più di 600 trofei e medaglie in giro per l'America, incluso l'L.A. Open, che vince per tre anni di seguito. In questo periodo conosce e frequenta Shook, una ragazza cinese conosciuta mentre studiava l'inglese, con la quale si sposa una volta terminata l'università. Da lei avrà 3 figli: Kane, nato l'11 ottobre 1974, Shane, nato il 25 maggio 1976, e Ayeesha, nata nel 1983.

## Il cinema
Mentre insegna arti marziali nella sua palestra di San Gabriel, California, Kosugi ha piccole parti in film minori, come il film taiwanese Six Killers od il film sud-coreano The Stranger from Korea. Nel 1974 ha un piccolo ruolo ne Il padrino - parte II (The Godfather: Part II) di Francis Ford Coppola, dove è una semplice comparsa.
Il primo successo arriva quando Mike Stone scrive per la casa produttrice Cannon il film L'invincibile ninja (Enter the Ninja, 1981). Nel film diretto da Menahem Golan, dapprima ha il ruolo di "cattivo" e di controfigura, ma l'abbandono della produzione da parte di Mike Stone consente a Kosugi di ricoprire anche il ruolo di coreografo dei combattimenti. Malgrado il film sia di bassa qualità, il successo fra gli amanti del genere marziale è immediato, e dà il via ad una serie di film sui ninja che dura per tutti gli anni ottanta.
Non passa molto tempo che la Cannon, ansiosa di sfruttare il successo del film, fa uscire Ninja la furia umana (Revenge of the Ninja, 1983), diretto da Sam Firstenberg, che in seguito si specializzerà in film a basso costo. Nella pellicola appaiono per la prima volta Shane e Kane, i figli di Kosugi, che da allora lo accompagnano in quasi tutti i suoi film. L'uscita l'anno successivo di Trancers: Ninja III (Ninja III: The Domination), sempre diretto da Sam Firstenberg, consacra Kosugi come uno dei migliori attori di film di arti marziali, nonché migliore interprete del Ninjutsu al cinema.
Il 1984 è anche l'anno dell'uscita della serie televisiva Master (The Master o Master Ninja), in cui si narrano le avventure di un maestro ninja, interpretato da Lee Van Cleef, che con il suo allievo Max (Timothy Van Patten) gira gli Stati Uniti alla ricerca della figlia scomparsa. Nel far questo deve anche difendersi dagli attacchi di Okasa, un suo ex allievo che lo cerca per vendicarsi. Quest'ultimo è interpretato da Kosugi, il quale cura anche le coreografie e gli stunt della serie. Questa però non ha successo all'epoca della sua uscita, e dopo i 13 episodi della prima serie non ne vengono girati altri. Lo stesso anno, in Aloha Summer di Tommy Lee Wallace, l'attore può dare mostra della propria bravura nel Kendō.
Nel 1985 esce Il colpo segreto del ninja (Nine Deaths of the Ninja), scritto e diretto da Emmett Alston, primo film girato senza la produzione della Cannon. Il risultato è un fiasco, sia per la recitazione scadente dei comprimari, sia per il doppiaggio marcato che rovina in America il ruolo di Kosugi. Quest'esperienza serve all'attore per occuparsi in futuro anche della produzione dei film che lo vedono protagonista. Lo stesso anno Kosugi ritrova il successo con Preghiera di morte (Pray for Death), di Gordon Hessler, dove oltre ad essere il protagonista, il coreografo dei combattimenti e lo stuntman, dà delle consulenze in fase di montaggio. Il film ha talmente successo che viene distribuito anche in Giappone, cosa che non era successa per i precedenti film di Kosugi.
Sfruttando il proprio successo, Kosugi gira anche un breve documentario dove, accompagnato dal figlio Kane, illustra alcune tecniche di autodifesa. Inoltre gira una serie di brevissimi documentari, in ognuno dei quali illustra un'arma del Ninjutsu, che vengono allegati a dei film d'azione, senza averne però niente a che fare.
Sempre Gordon Hessler lo dirige in Questione d'onore (Rage of Honor, 1987), ma il genere si sta esaurendo, e la qualità dei film è sempre più scarsa: così questo è il suo ultimo film ninja. L'attore veste i panni del ninja solo per girare uno spot pubblicitario americano per il modello "Hurricane" della motocicletta Honda.
Il 1988 vede l'uscita di Aquila nera (Black Eagle), di Eric Karson. Il film, girato a Malta, vede la presenza di un ancora poco famoso Jean-Claude Van Damme, nel ruolo di "cattivo". I combattimenti, coreografati sempre da Kosugi stesso, non raggiungono quei livelli che ci si potrebbe aspettare da due grandi atleti: i loro stili sono troppo diversi per potersi integrare. Nel 1989 Kosugi sguaina di nuovo la katana in un piccolo ruolo in Furia cieca (Blind Fury) di Phillip Noyce, versione moderna ed occidentale della figura di Zatōichi, lo spadaccino cieco.
Negli anni a seguire Kosugi accantona il cinema e si dedica di più a stage di arti marziali in giro per il mondo. In Giappone fonda la Shō Kosugi Corporation, Ltd, società che si occupa della distribuzione nipponica dei suoi vecchi film, e di altre società nonché fan club ufficiali. Inoltre scrive una serie di libri sul suo successo in terra straniera.
Nel 1992 si completa un progetto a cui Kosugi lavorava da tempo. Per la regia di Gordon Hessler, su un soggetto di Kosugi stesso, esce Shogun Mayeda (Kabuto), un film in costume interpretato da moltissimi attori famosi come Toshirō Mifune e Christopher Lee.
Dalla metà degli anni novanta Kosugi si concentra nelle sue collaborazioni con il figlio Kane, che dirige ed interpreta molte serie per la televisione giapponese: in molti degli episodi diretti dal figlio appare Kosugi in ruoli cameo. Fonda lo SKI: Shō Kosugi Institute, una scuola che aiuta gli asiatici ad inserirsi nel mondo hollywoodiano: nel 1998 ha aperto la prima sede ad Hollywood, nel 1999 la seconda a Nagoya e nel 2000 la terza a Tokyo, entrambe in Giappone. Nel 1998 Kosugi fa da modello per il personaggio di Rikimaru del videogioco Tenchu: Stealth Assassins, e lo doppia anche nella versione giapponese.

## Filmografia

### Attore

#### Cinema
- Il padrino - Parte II (The Godfather: Part II), regia di Francis Ford Coppola (1974)
- America bangmungaeg, regia di Doo-yong Lee (1976)
- Gli orsi vanno in Giappone (The Bad News Bears Go to Japan), regia di John Berry (1978)
- L'invincibile ninja (Enter the Ninja), regia di Menahem Golan (1981)
- Ninja la furia umana (Revenge of the Ninja), regia di Sam Firstenberg (1983)
- Trancers (Ninja III: The Domination), regia di Sam Firstenberg (1984)
- Il colpo segreto del ninja (Nine Deaths of the Ninja), regia di Emmett Alston (1985)
- Pray for Death, regia di Gordon Hessler (1985)
- Questione d'onore (Rage of Honor), regia di Gordon Hessler (1987)
- Aloha Summer, regia di Tommy Lee Wallace (1988)
- Aquila nera (Black Eagle), regia di Eric Karson (1988)
- Furia cieca (Blind Fury), regia di Phillip Noyce (1989)
- Shogun Mayeda (Kabuto), regia di Gordon Hessler (1991)
- Kyokutô kuroshakai, regia di Shôkaku Baba (1993)
- Ninja Assassin, regia di James McTeigue (2009)

#### Serie TV
- The Master – serie TV, 7 episodi (1984) - Okasa

### Regista
- The Fighting King (座角とおｈ) (1993)